# Megophryinae
Megophryinae is een onderfamilie van kikkers uit de familie Megophryidae. De groep werd voor het eerst beschreven door Charles Lucien Bonaparte in 1850.
Er zijn 113 verschillende soorten in zeven geslachten en 2 soorten als incertae sedis. De soorten komen voor in delen van  India, Bhutan, China en de Filipijnen.

## Taxonomie
Onderfamilie Megophryinae
- Geslacht Atympanophrys
- Geslacht Boulenophrys
- Geslacht Brachytarsophrys
- Geslacht Megophrys
- Geslacht Ophryophryne
- Geslacht Panophrys
- Geslacht Pelobatrachus
- Geslacht Xenophrys

Incertae sedis
- "Megophrys" dringi
- "Megophrys" feii

Onderfamilies

Leptobrachiinae ·
Megophryinae ·